# Loisy (Saona i Loira)
Loisy és un municipi francès, situat al departament de Saona i Loira i a la regió de Borgonya - Franc Comtat. L'any 2007 tenia 556 habitants.

## Demografia

### Població
El 2007 la població de fet de Loisy era de 556 persones. Hi havia 228 famílies, de les quals 60 eren unipersonals (24 homes vivint sols i 36 dones vivint soles), 80 parelles sense fills, 72 parelles amb fills i 16 famílies monoparentals amb fills.
La població ha evolucionat segons el següent gràfic:
Habitants censats

### Habitatges
El 2007 hi havia 304 habitatges, 237 eren l'habitatge principal de la família, 50 eren segones residències i 17 estaven desocupats. 294 eren cases i 7 eren apartaments. Dels 237 habitatges principals, 199 estaven ocupats pels seus propietaris, 29 estaven llogats i ocupats pels llogaters i 9 estaven cedits a títol gratuït; 6 tenien dues cambres, 26 en tenien tres, 82 en tenien quatre i 123 en tenien cinc o més. 192 habitatges disposaven pel capbaix d'una plaça de pàrquing. A 94 habitatges hi havia un automòbil i a 117 n'hi havia dos o més.

### Piràmide de població
La piràmide de població per edats i sexe el 2009 era:
| Homes | Edats   | Dones |
| ----- | ------- | ----- |
| 0     | 95 o +  | 4     |
| 0     | 90 a 94 | 0     |
| 0     | 85 a 89 | 4     |
| 4     | 80 a 84 | 8     |
| 0     | 75 a 79 | 4     |
| 28    | 70 a 74 | 16    |
| 12    | 65 a 69 | 16    |
| 44    | 60 a 64 | 20    |
| 8     | 55 a 59 | 12    |
| 12    | 50 a 54 | 12    |
| 20    | 45 a 49 | 8     |
| 24    | 40 a 44 | 28    |
| 12    | 35 a 39 | 12    |
| 20    | 30 a 34 | 28    |
| 8     | 25 a 29 | 4     |
| 12    | 20 a 24 | 12    |
| 16    | 15 a 19 | 24    |
| 32    | 10 a 14 | 16    |
| 12    | 5 a 9   | 16    |
| 4     | 0 a 4   | 24    |

## Economia
El 2007 la població en edat de treballar era de 337 persones, 258 eren actives i 79 eren inactives. De les 258 persones actives 238 estaven ocupades (131 homes i 107 dones) i 20 estaven aturades (8 homes i 12 dones). De les 79 persones inactives 34 estaven jubilades, 25 estaven estudiant i 20 estaven classificades com a «altres inactius».

### Ingressos
El 2009 a Loisy hi havia 250 unitats fiscals que integraven 605,5 persones, la mediana anual d'ingressos fiscals per persona era de 16.711 €.

### Activitats econòmiques
Dels 16 establiments que hi havia el 2007, 1 era d'una empresa alimentària, 4 d'empreses de fabricació d'altres productes industrials, 1 d'una empresa de construcció, 2 d'empreses de comerç i reparació d'automòbils, 2 d'empreses de transport, 1 d'una empresa d'hostatgeria i restauració, 1 d'una empresa financera, 3 d'empreses de serveis i 1 d'una entitat de l'administració pública.
Dels 2 establiments de servei als particulars que hi havia el 2009, 1 era un paleta i 1 restaurant.
L'any 2000 a Loisy hi havia 22 explotacions agrícoles que ocupaven un total de 560 hectàrees.

## Equipaments sanitaris i escolars
El 2009 hi havia una escola elemental integrada dins d'un grup escolar amb les comunes properes formant una escola dispersa.

## Poblacions més properes
El següent diagrama mostra les poblacions més properes.